# Minelab Electronics
Minelab Electronics  est une entreprise australienne spécialisée dans la fabrication de détecteur de métaux de loisirs ainsi que pour le déminage militaire et le déminage humanitaire. Elle est localisée à Adélaïde (Australie). L'entreprise a été fondée en 1985.